# Une enfant du siècle
Une enfant du siècle to czwarty solowy album muzyczny francuskiej piosenkarki Alizée, który wydany został 29 marca 2010. Album w pięć dni od premiery sprzedał się we Francji 3,523 egzemplarzy. Źródłem inspiracji dla albumu była amerykańska aktorka Edie Sedgwick.

## Lista utworów
1. Eden, Eden - 4:22
2. Grand Central - 3:24
3. Limelight - 5:15
4. La Càndida - 2:15
5. Les Collines (Never Leave You) - 3:44
6. 14 Decembre - 3:19
7. À Cœur Fendre - 3:07
8. Factory Girl - 4:12
9. Une Fille Difficile - 3:41
10. Mes Fantômes - 3:18

## Single

### Les Collines (Never leave you)
Pierwszym singlem z albumu jest Les Collines (never leave you). Początkowo sądzono, że pierwszym singlem będzie Limelight, ponieważ był pierwszą piosenką, która znalazła się w internecie. Wytwórnia zaprzeczyła, jakoby piosenka miała stać się pierwszym singlem. Klip został wydany 19 marca 2010 poprzez oficjalny kanał piosenkarki na YouTube.

## Klasyfikacje
| Państwo          | Pozycja | Nakład |
| ---------------- | ------- | ------ |
| Belgia (Walonia) | 60      |        |
| Francja          | 24      | 12,000 |
| Meksyk           | 22      |        |